# ARR3
Arrestina-C, también conocida como arrestina-3 del cono retiniano, es una proteína que en humanos está codificada por el gen ARR3.